# Oldřichov v Hájích
Oldřichov v Hájích (německy Buschullersdorf) je vesnice a spolu s osadou Filipka též obec na severu Čech, v okrese Liberec, v Libereckém kraji. Leží asi 10 km severně od Liberce na silnici z Liberce do Raspenavy. Žije zde 844 obyvatel. Ves v Jizerských horách leží mezi Hejnickým a Oldřichovským hřbetem a protéká jí říčka Jeřice, do které se zde vlévá Oldřichovský potok. Oba hřebeny se stýkají v Oldřichovském sedle, oblast pod sedlem směrem ke vsi se nazývá Hemmrich. Příroda v okolí obce je jednou z nejzachovalejších v celých horách, nachází se zde NPR Jizerskohorské bučiny.
Obcí prochází silnice z Liberce přes Mníšek do Raspenavy, zastavují zde autobusy ČSAD Liberec. Má také železniční spojení, leží na trati č. 037 (Liberec – Černousy), která zde vede tunelem pod Oldřichovským sedlem.

## Historie
Vesnice je poprvé zmiňována roku 1381 jako Oldřichova Ves (Ulrichsdorf), její první obyvatelé pocházeli z okolí Chrastavy a Krásné Studánky a šlo o lesní dělníky čistící údolí Jeřice. Dochovala se i jejich jména: Ondřej Harrermets z Krásné Studánky, Jan Fischer, Jakub Seibt a Petr Seifried z Chrastavy a Martin Czoethel. Obec byla patrně pojmenována podle tehdejšího majitele panství, Oldřicha z Biberštejna. Daňový katastr z roku 1654 pak uvádí název Wes Ulesdorf. Zakládací listina mníšecké farnosti posléze uvádí úřední název Buschullersdorf. Osada Filipka (Philippsgrund) pak byla pojmenována po Filipu Josefu Gallasovi, majiteli frýdlantského panství, který zemřel v roce 1757. Od roku 1850 do roku 1920 patřil Oldřichov k politickému okresu Frýdlant, až poté byl přičleněn k okresu Liberec. Roku 1925 byla k němu přičleněna ještě osada Betlém (Görsbach), která do té doby patřila k sousední obci Fojtka.
V letech 1938 až 1945 byla obec přičleněna (v důsledku uzavření Mnichovské dohody) k nacistickému Německu

### Hospodářství
V obci se nacházela továrna Antonín Horna věnující se výrobě mykané bavlny a vigoňové příze. Sídlí zde také restaurátorka Vanesa Trostová.

### Přehrada
Univerzitní profesor dr. Ing. Otto Intze navrhoval v rámci „Generálního projektu výstavby přehrad v povodí Lužické Nisy“ zpracovávaný pro liberecké Vodní družstvo, vybudování tří vodních děl v povodí Jeřice. Vedle vybudovaných přehrad Fojtka a Mlýnice měla stát poslední z trojice u Oldřichova v Hájích, a sice mezi železniční tratí na západě a místními osadami Na Pilách a Beltem na východě. Stavba měla mít zděnou tížnou hráz umístěnou na Oldřichovském potoce s obloukem o půdorysném zakřivení 225 metrů, délkou 230 metrů a výškou 16,5 metru (měřeno od základu). Nádrž o navrhovaném objemu 500 000 kubických metrů měla zadržovat povodňové průtoky, a to jak z vlastního Oldřichovského potoka, tak také z Jeřice, jejíž vody sem měly být dovedeny podzemní štolou dosahující délky asi 1 kilometr. S výstavbou se mělo začít po roce 1906 (po kompletním dostavění přehrady Mšeno u Jablonce nad Nisou). Ekonomické problémy libereckého Vodního družstva spolu s dalšími okolnostmi po roce 1910 zapříčinily neúspěšná jednání o získání nutné finanční podpory a k výstavbě přehrady proto nedošlo.

## Části obce
- Oldřichov v Hájích (Buschullersdorf)
- Filipka

## Zajímavosti a pamětihodnosti
- Bývalá rychta, dům č. p. 5 je kulturní a historická památka, ukázka lidové architektury s roubeným přízemím a hrázděným patrem. Uvnitř budovy je cenná pozdně barokní malovaná komora.
- Hřbitov – mezi desítkami hrobů dominuje nově zděná kaplová hrobka zdejšího podnikatele a mecenáše Franze Neuhäusera, opravená roku 2021[7]
- Naučná stezka Oldřichovské háje a skály
- NPR Jizerskohorské bučiny
- Špičák – žulový vrch o výšce 724 m

## Osobnosti
- Gustav Herbig (1888–1965) – německý diplomat a politik

## Obyvatelstvo
| Rok sčítání    | 1770 | 1820 | 1834 | 1880 | 1890 | 1900 | 1910 | 1921 | 1930 | 1945 | 2000 | 2005 | 2013 |
| -------------- | ---- | ---- | ---- | ---- | ---- | ---- | ---- | ---- | ---- | ---- | ---- | ---- | ---- |
| Počet obyvatel | 230  | 681  | 840  | 1394 | 1312 | 1536 | 1474 | 1310 | 1508 | 1500 | 440  | 533  | 709  |
| Počet domů     | 56   | 98   | 103  | 201  | 207  | 261  | 265  | 254  | 310  | 316  | 274  |      |      |

## Zajímavost
Architekt Vladimír Balda navrhl ve zdejší obci (pro manželský pár se třemi dětmi) pasivní dřevostavbu, kterou ocenila správa Chráněné krajinné oblasti Jizerské hory a zařadila ji mezi ukázkové kvalitní objekty na území chráněné oblasti.